# Клингхоффер, Джош
Джош Адам Клингхоффер (англ. Josh Adam Klinghoffer; 3 октября 1979, Лос-Анджелес, штат Калифорния, США) — американский мультиинструменталист и продюсер. C октября 2009 года по 15 декабря 2019 года являлся гитаристом группы Red Hot Chili Peppers, сменив в ней Джона Фрушанте. Клингхоффер был включён в Зал славы рок-н-ролла в составе Red Hot Chili Peppers 14 апреля 2012 года, став самым молодым участником зала. Под псевдонимом Pluralone записал свой первый сольный альбом To Be One with You, релиз которого состоялся 22 ноября 2019 года.

## Биография
Родился 3 октября в городе Лос-Анджелес (штат Калифорния), в еврейской семье. В девятилетнем возрасте, по инициативе родителей, начал обучаться игре на ударной установке. Самостоятельно освоил гитару и клавишные.
Помимо RHCP гастролировал и записывался как студийный музыкант со многими артистами, среди которых — Бек Хэнсен, Джон Фрушанте, Джон Брайон, Пи Джей Харви, Винсент Галло, дуэт Gnarls Barkley, группы The Bicycle Thief, Butthole Surfers, Golden Shoulders, Thelonious Monster, The Insects, The Format, Warpaint и Sparks.

## Обвинение в убийстве
Против Джоша Клингхоффера подали иск с обвинениями в непредумышленном убийстве и халатности.  Инцидент произошел 18 марта в калифорнийском городе Алхамбра. Тогда музыкант находился за рулем внедорожника, разговаривая по телефону – и не заметил 47-летнего Исраэля Санчеса на пешеходном переходе. В результате мужчина получил травму головы и скончался через несколько часов.
В иске утверждается, что Клингхоффер не пытался затормозить и был "отвлечен" во время вождения. Полиция Лос-Анджелеса по непонятным причинам пока не произвела никаких арестов по этому делу, однако семья жертвы подала в суд на Клингхоффера за халатность и непредумышленное убийство, требуя компенсации ущерба.

## Дискография
В составе Red Hot Chili Peppers
- I'm with you — 2011
- 2011 Live EP — 2011
- Red Hot Chili Peppers Live: I'm with You — 2012
- The Getaway — 2016

В составе Ataxia
- Automatic Writing — 2004
- AW II - 2007

В составе Dot Hacker
В составе Pluralone

## Фильмография
- Шоу Джонатана Росса (сериал 2011 – 2019)

## Оборудование
Гитары
- '63 Fender Stratocaster — Tobacco Sunburst. Использует в таких песнях как Higher Ground и Emit Remmus.
- '66 Fender Stratocaster «Nero» — Black with '68 neck. Основная гитара Джоша на выступлениях.
- '74 Fender Hardtail Stratocaster «Gus» — Black. Запасная гитара для выступлений.
- Gretsch White Penguin «Pingu» — Californication-era; Использует в таких песнях как Otherside and Californication.
- Gibson ES-335 — c. early 70’s для «Universally Speaking», «Everybody Knows This is Nowhere» (Neil Young Cover), «Brendan’s Death Song» и "Dance, Dance, Dance.
- '67 Fender Telecaster — Получил в подарок от Джона Фрущанте, использует в песне Around the World.
- '64 Fender Jaguar — Использует в песнях с Hi-Gain/Tremolo, обычно в песне Wet Sand.
- Gibson Firebird (12-string) Иногда использует на джемах.
- Fender Coronado (12-string) — Burnt Orange. Настроена на пол-тона ниже для песни Breaking the Girl.
- Relic’d '56 «Fools Telemaster».
- Урал-650; использовалась в клипе "Monarchy of Roses".

Усилители
- Marshall 1970 Marshall Major 200W
- Silvertone model 1485 and Silvertone Sears cabinets from 1963.
- Fender Super Six Reverb

Педали/эффекты
- Boss Corporation (11): TU-2 Tuner, DS-1, Analog Delay, DD-3, Vibrato (для "Suck My Kiss"), CE-2 x2, SG-1 Slow Gear, RV-5, DD-6, CS-2 compressor
- Electro-Harmonix (5): Deluxe Memory Man, Deluxe Memory Man Tap Tempo, Cathedral, Freeze, Holy Grail
- Moog Music (2): Low-pass filter, 12-stage phaser,  Murf (для "Throw Away Your Television")
- Line 6 (2): FM4, DL4
- Wilson (2): Effects Fuzz, Effects Haze
- Ibanez (1): WH10
- Marshall (1): Guv'nor
- Pigtronix (1): PolySaturator (x1)
- Lastgasp (1): Labs Cybertronic (high-end, whispy filter)
- Lo-Tech-N-Fi-Bot (1): Pocket Synth
- Bright Onion (1): looper (killswitch)
- Framptone (1): 3-banger amp switcher